# Valter Ferrara
Valter Ferrara (Roma, 25 febbraio 1947 – Napoli, 9 ottobre 2018) è stato un dirigente pubblico e fotografo italiano.
Operatore e promotore culturale con ruolo di dirigente nel settore pubblico, ha operato prevalentemente in Toscana e Campania partecipando anche a progetti di livello nazionale ed internazionale. I settori da lui seguiti spaziano dalla comunicazione all'organizzazione museale e bibliotecaria, dalla musica al cinema.

## Biografia
Laureato a Firenze in Scienze politiche, con una tesi in Teoria e tecnica delle comunicazioni di massa.
Fotografo e fotoreporter, dal 1969 al 1972 realizza servizi in Italia, Svizzera, Turchia e Medio Oriente tra cui uno in Siria dal campo di orfani palestinesi Al-Ashbaal.
Funzionario per la cultura presso la Regione Toscana dal 1976, organizza in collaborazione con Diego Carpitella, Caterina Bueno e Gilberto Giuntini la prima edizione (1979) del Festival Musica dei Popoli, tuttora attivo presso il centro FLOG.
Dirigente alla cultura dal 1986, collabora alla realizzazione del Circuito regionale toscano del cinema; fonda la Mediateca regionale toscana; fonda e dirige Cineuropa, rassegna di cinema che sarà attiva per alcuni anni in Toscana prima di trasferirsi a Napoli e successivamente a Ischia.
Dirigente per le alte tecnologie dal 1994, coordina le attività multimediali e telematiche della Rete regionale per l'alta tecnologia in Toscana. Nel 1996 fonda e dirige Mediartech, mostra mercato della multimedialità e telematica e festival internazionale delle opere multimediali, alla quale partecipa, con altri importanti studiosi, Derrick De Kerckhove.
Nel 2000 si trasferisce a Napoli in qualità di dirigente delle politiche culturali della Provincia di Napoli.
Nel 2003, in collaborazione con Capware, progetta il Museo archeologico virtuale di Ercolano, del quale sarà direttore dal 2008 al 2009.
Dal 2016 al 2017 è presidente del Teatro Mercadante.